# Malicorne (album 1975)
Malicorne (conosciuto anche come Malicorne II o Le mariage anglais, dal nome del brano di apertura) è il secondo album discografico in studio del gruppo musicale folk francese Malicorne, pubblicato nel 1975 dall'etichetta discografica Hexagone Records. Il disco fu registrato nella primavera del 1975 nello studio Acousti.

## Usi nei media
La traccia finale dell'album "Le Bouvier" è stata campionata da Four Tet in "As Serious As Your Life", dall'album del 2003 Rounds.

## Tracce
Brani tradizionali, arrangiamenti e adattamenti: Malicorne
Lato A
1. Le Mariage anglais – 3:56
2. Le Garçon jardinier – 2:52
3. La Fille aux chansons (Marion s'y promène) – 10:22
4. J'ai vu le loup, le renard et la belette – 2:27
5. Cortège de noce – 3:58

Durata totale: 23:35
Lato B
1. Branle/La Péronnelle – 4:29
2. Le Galant indiscret – 2:18
3. Marions les roses (Chant de quête) – 3:28
4. Suite: Bourée/Scottish-valse – 2:31
5. Le Bouvier – 5:13

Durata totale: 17:59

## Formazione
Le Mariage anglais
- Gabriel Yacoub - mandoloncello, voce
- Marie Yacoub - voce
- Laurent Vercambre - violino, violoncello, mandoloncello, voce
- Hughes De Courson - basso, percussioni, cromorno, voce

Le Garçon jardinier
- Gabriel Yacoub - chitarra, voce
- Laurent Vercambre - violino
- Hughes De Courson - harmonium, basso

La Fille aux chansons (Marion s'y promène)
- Gabriel Yacoub - chitarra, voce
- Marie Yacoub - salterio (psaltery), dulcimer elettrico, voce
- Laurent Vercambre - violino, violoncello, organo (eminent)
- Hughes De Courson - basso, cornamusa galiziana

J'ai vu le loup, le renard et la belette
- Gabriel Yacoub - dulcimer, spinetta dei vosgi (zither), mandoloncello
- Marie Yacoub - dulcimer, ghironda (hurdy gurdy)
- Laurent Vercambre - violino, bouzouki
- Hughes De Courson - basso, tamburo

Cortège de noce
- Gabriel Yacoub - chitarra, chitarra elettrica, voce
- Marie Yacoub - spinetta dei vosgi (zither), accompagnamento vocale
- Laurent Vercambre - violino, violino elettrico, accompagnamento vocale
- Hughes De Courson - basso, percussioni, accompagnamento vocale

Branle/La Péronnelle
- Gabriel Yacoub - chitarra, chitarra elettrica, voce
- Marie Yacoub - dulcimer, salterio, voce
- Laurent Vercambre - violino, mandoloncello
- Hughes De Courson - basso, contrabbasso (con archetto), bodhrán, voce

Le Galant indiscret
- Gabriel Yacoub - chitarra
- Marie Yacoub - voce
- Laurent Vercambre - accordion (mélodéon), mandoloncello
- Hughes De Courson - basso, flauto dolce (recorder)

Marions les roses (Chant de quête)
- Gabriel Yacoub - voce, cori
- Marie Yacoub - voce, cori
- Laurent Vercambre - voce, cori
- Hughes De Courson - voce, cori

Suite: Bourée/Scottish-valse
- Gabriel Yacoub - mandoloncello
- Marie Yacoub - ghironda
- Laurent Vercambre - violino
- Hughes De Courson - basso

Le Bouvier
- Gabriel Yacoub - chitarra, voce
- Marie Yacoub - spinetta dei vosgi (zither), voce
- Laurent Vercambre - violino
- Hughes De Courson - basso, cromorno[4]